# Розлучення по-американськи
«Розлучення по-американськи» (англ. The Break-Up, досл. «розрив») — американська комедійна мелодрама 2006, знята режисером Пейтоном Рідом. У головних ролях знялися Вінс Вон і Дженніфер Еністон.
Прем'єра фільму відбулася 1 червня 2006 в Пуерто-Рико, а у США і Канаді — 2 червня. На українські екрани картина вийшла 29 червня 2006 року. На виробництво фільму була витрачено 52 мільйони доларів, а загальносвітові збори фільму склали 205 млн доларів.
Гасло фільму: «Вибери, на чиєму ти боці».

## Сюжет
Брук Мейерс працює в художній галереї. Гері Гробовські в сімейному бізнесі — влаштовує екскурсії для туристів по Чикаго. Вони познайомилися, полюбили один одного і навіть спільно придбали квартиру. Через деякий час молоді люди починають помічати, що не зійшлися характерами. Велика сварка відбулася між ними після того, як Гері відмовився допомогти з прибиранням у будинку після вечірки. В скандал, що поступово розгортається, виявляються залучені друзі й знайомі пари. Гері й Брук змушені ділити квартиру, що стала їм ненависною, підшукуючи спосіб, як би вколоти іншого болючіше. Неможливо далі так жити, і вони зважуються на продаж житлоплощі, однак після цього рішення кожен з них починає розуміти, що вони могли б знайти спільну мову.
Брук спробувала відновити стосунки, запросивши Гері на концерт, але він не прийшов на зустріч. Засмучена Брук вирішує кинути роботу і поїхати подорожувати до Європи. В останній вечір перед від'їздом з квартири Гері влаштовує вечерю для двох і просить вибачення за все, що він робив не так. З усім тим, вони розлучаються. Проходить якийсь час. Літо змінює зима. Брук і Гері випадково зустрічаються на вулиці, дуже тепло вітають один одного і розходяться в різні боки.

## У ролях
- Вінс Вон — Гарі Гробовські
- Дженніфер Еністон — Брук Мейерс
- Джон Фавро — Джонні Острофскі
- Коул Гаузер — Лупус Гробовські
- Джуді Девіс — Мерилін Дін
- Джастін Лонг — Крістофер
- Джейсон Бейтман — Марк Ріґґлмен
- Вінсент Д'Онофріо — Денніс Гробовські
- Енн-Маргрет — Венді Маєрс

## Цікаві факти
- Режисер Пейтон Рід зняв два альтернативних варіанти кінцівки. У першому випадку подружжя розходилися, а в другому — залишалися разом
- В дебютний вікенд фільм заробив 39200000доларів на території США. До цього фільми за участю Вінса Вона і Дженніфер Еністон в головних ролях не збирали так багато в перші вихідні прокату
- Гонорар Дженніфер Еністон склав $ 8 мільйонів
- Гері грає в «GTA: San Andreas».